# علی صادق‌زاده
علی صادق‌زاده عضو تیم ملی وزنه‌برداری معلولان ایران است.

## حضور در پارالمپیک
وی در بازی‌های پارالمپیک تابستانی ۲۰۱۲ در لندن انگلستان با حد نصاب ۲۳۵ کیلوگرم در دسته ۱۰۰ کیلوگرم صاحب نشان برنز گردید. همچنین در بازی‌های پارالمپیک تابستانی ۲۰۱۶ ریودوژانیرو برزیل با حدنصاب ۲۲۶ کیلوگرم در دسته ۱۰۷ کیلوگرم مدال برنز را از آن خود کرد